# Tschechischer Nationalrat (1945)

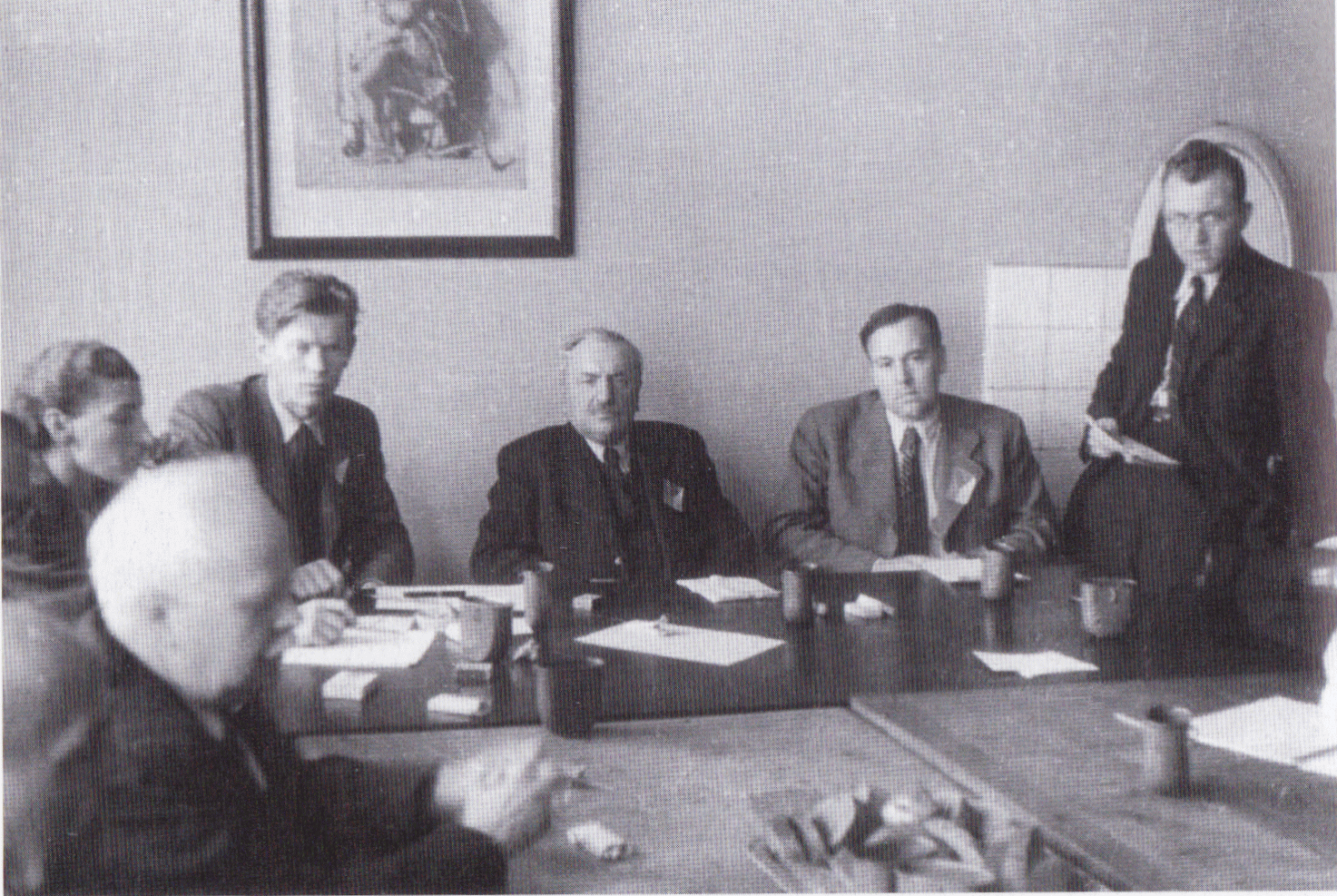
Tschechischer Nationalrat bei einem Treffen während des Prager Aufstandes, v. l. n. r. Augusta Machoňová-Müllerová, Zdeněk Wirth, Josef Smrkovský, Albert Pražák, Josef Cyril Kotrlý, Jaromír Nechanský.

Der Tschechische Nationalrat (tschechisch Česká národní rada) war eine illegale Vereinigung des tschechoslowakischen Widerstands  im Protektorat Böhmen und Mähren von Januar 1945 bis zum Ende des Zweiten Weltkrieges. Er war ein Zusammenschluss der heimischen Widerstandsgruppen und diente als deren Sprecher gegenüber dem Widerstand im Exil und hatte am Ende des Krieges eine bedeutende Rolle beim Prager Aufstand.